# Станция имени Е. К. Фёдорова
Морская гидрометеорологическая станция имени Е. К Фёдорова — российская всесезонная полярная станция в Арктике. Расположена на севере острова Вайгач, на мысе Болванский Нос, у входа в пролив Карские Ворота. До 1983 года называлась Болванский Нос.

## История
На мысе Болванский Нос примерно с октября 1947 года по сентябрь 1950 год работала выносная станция от полярной станции Вайгач. Морская гидрометеорологическая станция Болванский Нос открыта 15 сентября 1950 года по программе II разряда, на месте выносной станции и стала работать самостоятельно, в то время как станция Вайгач была закрыта.
Указом Президиума Верховного Совета РСФСР от 17 января 1983 года № 18, станция переименована в «Имени Е. К. Федорова», в честь известного полярника, члена дрейфующей станции Северный Полюс-1, академика Евгения Фёдорова.

## Описание
Гидрометеостанция находится на северо-восточной оконечности острова Вайгач в центре небольшого мыса Болванский Нос. Мыс с трёх сторон окружён Карским морем. Расстояние до берега моря 150 м, до пролива Карские ворота — 2,5 км.

Метеорологическая площадка станции размещена на наиболее возвышенном, открытом со всех сторон месте. Служебное здание полярной станции находится к северу от метеоплощадки. Ближайшее пресное озеро расположено в 300 м к северо-западу. Почва на площадке каменистая и очень плотная с незначительными участками торфа и редкой растительностью. Западный берег острова Вайгач отлогий с большим количеством бухт, среди которых наиболее обширными и удобными для отстоя судов являются бухты Долгая и Дырова. Восточный берег напротив изрезан незначительно, крутой, местами обрывается в море образуя утёсы.